# 泰昌
泰昌（1620年八月—十二月）为中国明朝第十五任皇帝明光宗朱常洛的年号。萬曆四十八年八月一日（1620年8月28日），明光宗即位後即位沿用萬曆年號，詔令第二年辛酉年元旦（1621年1月22日）改元泰昌，但明光宗登基不久即染病，於九月一日（1620年9月26日）去世，在位僅30日。同年九月六日明熹宗即位後，詔令改以当年八月初一日到除夕日十二月廿九日為泰昌元年，第二年辛酉年元旦（1621年1月22日）改元天启，故“泰昌”這個年號僅用了四个月。

## 泰昌紀年及曆日問題
萬曆四十八年七月廿一日明神宗駕崩。同年八月初一日明光宗即位後，詔令第二年辛酉年元旦改元泰昌。但明光宗登基不久即染病，於九月初一日去世，在位僅一個月，來不及翌年改元。九月初六日，明熹宗繼位。明熹宗即位之際，紀年問題成為群臣論爭的焦點，形成三種意見：
1. 削去泰昌年號。
2. 改萬曆四十八年為泰昌元年
3. 改第二年辛酉年（1621年）為泰昌元年，後年壬戌年（1622年）元旦改元天启。[3]

由於紀年是皇帝統治的象徵，這三種處理方式，實際上都意味着要犧牲神宗、光宗、熹宗祖孫三帝之一。第一者否認明光宗的統治，但這個意見是很難去同意的，因为这等于否定光宗的合法性，继位认受性对熹宗不利（明朝时通常因政变发生皇位更替才会于政变当年改元，如建文四年（1402年）靖难之役结束后建文帝失踪，燕王朱棣即皇帝位，是为明太宗，明太宗即皇帝位当年复用明太祖的年号洪武，第二年癸未年（1403年—1404年）元旦起改用自己的年号永乐；景泰八年正月十七日（1457年2月11日）明英宗发动夺门之变并复皇帝位，同年正月廿一日明英宗改元天顺）。第二者将明神宗在位年份的最后一年削去，第三者则是有碍明熹宗于第二年辛酉年改元。經過爭論，最終確定採用第二個意見。同年九月二十日明熹宗下《泰昌元年、〈大統曆〉敕諭》，萬曆四十八年八月初一日（1620年8月28日）到除夕日十二月廿九日（1621年1月21日）改為泰昌元年，第二年辛酉年元旦（1621年1月22日）改元天启。
明熹宗敕諭後，各地紛紛將準備於當年十月頒布的《大明泰昌元年歲次辛酉大統曆》統一為《大明天啟元年歲次辛酉大統曆》。由於當時交通條件限制，明廷敕諭自京師傳至全國各地的時日不會太短，以致部分偏遠地區在敕諭到達前按照慣例印造《大明泰昌元年歲次辛酉大統曆》並流入民間。

## 紀年農曆對照表
表格中各月的干支即為各月的第1日，「大」表示該月有30日，「小」表示該月有29日，「閏月」表格中的中文數字表示該年為閏某月，各月初一底下的數字表示對應的西曆日期。
| 西元   | 干支 | 紀年     | 正月 | 二月 | 三月 | 四月 | 五月 | 六月 | 七月 | 八月   | 九月   | 十月   | 十一月 | 十二月 | 閏月 |
| ------ | ---- | -------- | ---- | ---- | ---- | ---- | ---- | ---- | ---- | ------ | ------ | ------ | ------ | ------ | ---- |
| 1620年 | 庚申 | 泰昌元年 |      |      |      |      |      |      |      | 丙午小 | 乙亥小 | 甲辰大 | 甲戌大 | 甲辰小 |      |
| 1620年 | 庚申 | 泰昌元年 |      |      |      |      |      |      |      | 8/28   | 9/26   | 10/25  | 11/24  | 12/24  |      |

## 同期存在的其他政权年号
- 中國
  - 天命（1616年－1626年）：后金—太祖努尔哈赤之年号
- 日本
  - 元和（1615年－1624年）：後水尾天皇之年號
- 越南
  - 永祚（1618年－1629年）：後黎朝—神宗黎维祺之年号
  - 隆泰（1594年－1628年）：莫朝—莫敬寬之年号

## 深入閱讀
- 李崇智. . 北京: 中華書局. 2004年12月. ISBN 7101025129.
- 鄧洪波. . 臺北: 國立臺灣大學東亞經典與文化研究計劃. 2005年3月  [2021-11-26]. ISBN 9789860005189. （原始内容 (pdf)存档于2007-08-25）.